# 15412 Schaefer
15412 Schaefer eller 1998 AU3 är en asteroid i huvudbältet som upptäcktes den 2 januari 1998 av Spacewatch vid Kitt Peak-observatoriet. Den är uppkallad efter John P. Schaefer.
Asteroiden har en diameter på ungefär 11 kilometer och den tillhör asteroidgruppen Themis.